# Nikoides plantei
Nikoides plantei is een garnalensoort uit de familie van de Processidae. De wetenschappelijke naam van de soort is voor het eerst geldig gepubliceerd in 2007 door Burukovsky.